# Kraftwerk Schwarze Pumpe
Kraftwerk Schwarze Pumpe er et moderne brunkuls-fyret kraftvarmeværk i Industriepark Schwarze Pumpe i Spremberg, Brandenburg i det østlige Tyskland, bestående af 2 x 800 MW blokke. Det forsyner byerne Spremberg, Hoyerswerda og Schwarze Pumpe-området med fjernvarme, og forsyner derudover Industriepark Schwarze Pumpe med proces-damp. Det kom i drift i 1997-98 og er siden 2016 ejet af brunkulsmine- og brunkulskraftværksselskabet LEAG.
Dampkedel-huset er 161 meter højt, og har en udsigtsplatform øverst oppe.

## Nyt CCS forsøgsanlæg
Den 26. maj 2006 begyndte konstruktionen ved Schwarze Pumpe af verdens første "kuldioxid-fri" oxyfuel test anlæg i pilotskala. Dette er et anlæg med en termisk effekt på 30 MW, som anvender den såkaldte Oxyfuel-metode, som brænder kullene med rent ilt og har nitrogen-fri udledning. Den resulterende kuldioxid bliver komprimeret og gjort flydende. Derpå vil den blive ført ind i geologisk stabile formationer og lagret dér, for at den ikke skal bidrage til global opvarmning. Formålet med dette anlæg er ikke at producere elektricitet, men damp, som derpå skal bruges af industrien i nærheden.
Anlægget vil være færdig i sommeren 2008 som en prototype for større kraftværker. Miljøforkæmpere har kritiseret anlægget på grund af de større mængder af kuldioxid som det udleder sammenlignet med andre fossile brændstoffer. Efter deres vurdering kunne en større reduktion af global opvarmning være sket for de samme penge gennem investeringer i mere vedvarende energier, og effektiv kraft-produktion og -brug. 